# Jean Ier d'Oldenbourg
Pour les articles homonymes, voir Jean Ier.
Jean Ier est comte d'Oldenbourg de 1243 à 1270 environ.

## Biographie
Jean Ier est le fils du comte Christian II et d'Agnès d'Altena. Il commence à régner aux côtés de son oncle Othon Ier en 1243, puis seul après la mort d'Othon en 1251.

## Mariage et descendance
Jean Ier d'Oldenbourg et son épouse Richeza de Hoya, fille du comte Henri II de Hoya (de)(† 1290), ont cinq enfants :
- Henri[réf. nécessaire] ;
- Christian III, comte d’Oldenbourg (vers 1250 - † 1285) ;
- Maurice, prévôt à Wildeshausen († 1319) ;
- Othon II, comte de Delmenhorst († 1304) ;
- Edwige, épouse le comte Egbert Ier de Tecklenbourg-Bentheim († 1309/11).